# Учёт денежных средств
Учёт денежных средств — один из разделов бухгалтерского учёта.

## Определение
Согласно БСЭ учёт денежных средств — это один из разделов бухгалтерского учёта на предприятиях, в учреждениях и организациях.
Задачи учёта денежных средств:
- обеспечение их сохранности;
- контроль за соблюдением кассовой и финансовой дисциплины:

- контроль за наличием и движением денежных средств в кассе, на расчётных и других счетах в кредитных организациях;
- соблюдение установленных правил использования денежных средств по назначению в соответствии с выделенными лимитами;
- своевременное отражение в учётных регистрах и на бухгалтерских счетах всех операций, связанных с движением денежных средств.

## Бухгалтерский учёт движения денежных средств в России
Для проведения и хранения денежных средств предприятия открывают расчётные счета в кредитных учреждениях, а также хранят суммы наличных средств для текущих расходов (в пределах установленного кассового лимита) в своих кассах. Предприятия получают наличные средства в кассу предприятия со своего расчётного счета с помощью чековой книжки для выдачи заработной платы своим работникам и на свои хозяйственные расходы. Денежные средства приходуются по дебету счёта касса, а по кредиту — их расход: на выдачу заработной платы по расчётно-платёжным ведомостям, расходным кассовым ордерам и другим первичным документам.
Операции по безналичным расчётам учитываются на синтетическом счете «Расчётный счёт». Ежедневно кредитные учреждения выдают своим контрагентам выписки по расчётным счетам, в которых указаны обороты по дебету (приход), по кредиту (расход) и сальдо (остаток) на начало и конец операционного дня.